# Тискесусе
Тискесу́се или Тискесу́са (исп. Tisquesusa, в ранних источниках также называемый Богота, Bogotá; ум. 1537, Факататива) — чётвертый и последний независимый правитель города Баката (ныне Богота) и южной части Конфедерации Муисков в целом с 1514 по 1537 года во времена испанского завоевания муисков.

## Биография
Тискесусе был касиком города Чия. Согласно наследованию престола, он, как племянник предыдущего правителя Немекене, после его смерти в 1514 году стал управлять югом конфедерации.
В начале своего правления он пошёл войной на племя панчей, проживавших на западе Конфедерации Муисков. Его брат Сагипа, который позже станет последним правителем муисков, командовал войсками в этой войне. Так же, он собрал 40 тысяч воинов, чтобы пойти войной на юг конфедерации, управляемый Кемуинчаточа (армия которого насчитывала более 50 тысяч человек), однако в это время в Южную Америку прибыли испанские конкистадоры.
О прибытии испанских завоевателей ему сообщил мохан (шаман) Попон из деревни Убаке. Отступив в укрепление в Кахике, Тискесуса якобы сказал своим людям, что не сможет сражаться против армии с оружием, производившей «гром и молнию». Он решил вернуться в Бакату и приказал эвакуировать столицу, в результате чего к моменту прибытия испанцев она оказалась заброшенной. В поисках правителя муисков конкистадоры отправились на север, найдя его в окрестностях Факатативы и напав на него ночью. Тискесусе пронзил мечом один из солдат де Кесады, Алонсо Домингес, но не поняв, что перед ним правитель-сипа, конкистадор отпустил его, забрав дорогую мантию. Раненый Тискесуса бежал в горы и умер там от ран. Его тело было обнаружено только год спустя из-за кружащих над ним чёрных стервятников.